# Maria Hermínia Tavares de Almeida
Maria Hermínia Brandão Tavares de Almeida (São José do Rio Preto, 1 de outubro de 1942) é uma cientista política, socióloga e professora universitária brasileira.
Comendadora da Ordem Nacional do Mérito Científico (ONMC), em 2007, Maria Hermínia é professora titular aposentada da Universidade de São Paulo (USP) e ex-diretora do Instituto de Relações Internacionais da Universidade de São Paulo (IRI-USP), no período de 2008 a 2011.

## Vida acadêmica
Graduada em Ciências Sociais pela Faculdade de Filosofia, Letras e Ciências Humanas da Universidade de São Paulo (FFLCH-USP), é especialista em Sociologia, doutora em Ciência Política pela Universidade de São Paulo, com pós-doutorado pela Universidade da Califórnia em Berkeley (UC Berkeley) e livre-docência também pela Universidade de São Paulo.
Já lecionou em outras instituições, como a Universidade Estadual de Campinas (Unicamp) e o Centro Brasileiro de Análise e Planejamento (CEBRAP). Atualmente, é professora do Departamento de Ciência Política da Faculdade de Filosofia, Letras e Ciências Humanas da USP, além de membro da GACINT.

## Políticas públicas
Maria Hermínia tem grande envolvimento com o tema de políticas públicas, tendo participação, inclusive, no debate sobre o tema no âmbito estadual e federal em governos passados. Participou do Comitê Executivo da Latin American Studies Association (2001-2004), e foi presidente da Associação Brasileira de Ciência Política  (2004-2008). Faz parte do Conselho Consultivo do Brazil Institute.
Em 2009, foi eleita vice-presidente da Latin American Studies Association (LASA) para o período entre Maio de 2009 e Novembro de 2010, quando assumiu a presidência da associação.

## Livros Publicados
- ALMEIDA, M. H. T. . Crise Econômica e Interesses Organizados. SAO PAULO: EDUSP, 1997. v. 1. 200 p.
- ALMEIDA, M. H. T. (Org.) ; FRY, P. (Org.) ; REIS, E. (Org.) . Ciências Sociais Hoje. São Paulo: ANPOCS-HUCITEC, 1996. 280 p.
- ALMEIDA, M. H. T. (Org.) ; REIS, E. (Org.) ; ORGANIZADORES, P. F. (Org.) . Política e cultura. São Paulo: Hucitec, 1996. v. 1.
- REIS, M. H. T. A. E. ; ALMEIDA, M. H. T. ; ORGANIZADORES, P. F. . Pluralismo, Espaço Social e Pesquisa. SAO PAULO: HUCITEC, 1995. v. 1. 150 p.
- ALMEIDA, M. H. T. (Org.) ; FRY, P. (Org.) ; REIS, E. (Org.) . Ciências Sociais Hoje. São Paulo: HUCITEC, 1995. 350 p.
- ALMEIDA, M. H. T. . Tomando partido, fazendo opinião: cientistas sociais, imprensa e política. São Paulo: Editôra Sumaré, 1993. 70 p.
- ALMEIDA, M. H. T. ; SORJ, B. . Sociedade e Política no Brasil pós-64. São Paulo: Brasiliense, 1983. 261 p. [5]
- ALMEIDA, M. H. T. . Painéis da Crise Brasileira. Rio de Janeiro: Civilização Brasileira, 1979. v. 3.
- ALMEIDA, M. H. T. . São Paulo, Growth and Poverty. Londres: The Bowerdan Press, 1978.
- ALMEIDA, M. H. T. ; ALLII, C. P. E. . São Paulo, crescimento e pobreza. São Paulo: Loyola, 1976. v. 1.